# Aeropuerto Will Rogers World
El Aeropuerto Will Rogers World (IATA: OKC, OACI: KOKC, FAA LID: OKC), (del inglés: Will Rogers World Airport),  es un aeropuerto de pasajeros estadounidense en Oklahoma City, Oklahoma, Estados Unidos. Se encuentra a unos 8 km (6 millas) al suroeste del centro de la ciudad. Es un aeropuerto civil-militar en 3,270 ha de tierra (8,081 acres) y es el principal aeropuerto comercial del estado. Aunque los códigos oficiales de aeropuertos de la IATA y la OACI para el Aeropuerto Will Rogers World son OKC y KOKC, es una práctica común referirse a ellos como "WRWA" o "Will Rogers".
El aeropuerto lleva el nombre del comediante y legendario vaquero Will Rogers, un nativo de Oklahoma que murió en un accidente aéreo cerca de Barrow, Alaska en 1935. El otro aeropuerto importante de la ciudad, el Aeropuerto Wiley Post, junto con el Aeropuerto Wiley Post-Will Rogers Memorial en Barrow, Alaska, llevan el nombre de Wiley Post, quien también murió en el mismo accidente. El Aeropuerto Will Rogers World es el único aeropuerto que utiliza la designación "World" además de no tener ninguna referencia a la ubicación de su ciudad. Aunque Will Rogers ofrece los Servicios de Inmigración y Aduanas de los Estados Unidos, actualmente no hay vuelos internacionales programados.
El Aeropuerto Will Rogers World es el aeropuerto de pasajeros más concurrido del estado de Oklahoma. En 2017, el aeropuerto manejó 3.92 millones de pasajeros, marcando su año más activo registrado. Southwest Airlines transporta la mayor cantidad de pasajeros en el Aeropuerto Will Rogers World, con una participación de mercado de 35%.

## Aerolíneas y destinos

### Pasajeros
| Aerolíneas         | Destinos |
| ------------------ | --- |
| Alaska Airlines    | Seattle/Tacoma |
| Allegiant Air      | Estacional: Destin/Fort Walton Beach |
| American Airlines  | Charlotte, Dallas/Fort Worth Estacional: Cancún (inicia el 8 de noviembre de 2025), Washington–National |
| American Eagle     | Charlotte, Chicago–O'Hare, Dallas/Fort Worth, Los Ángeles, Miami, Nueva York–LaGuardia, Phoenix–Sky Harbor, Washington–National |
| Delta Air Lines    | Atlanta |
| Delta Connection   | Mineápolis/St. Paul, Nueva York–LaGuardia, Salt Lake City |
| Frontier Airlines  | Atlanta, Denver, Las Vegas, Orlando |
| Southwest Airlines | Austin, Chicago–Midway, Dallas–Love (reinicia el 5 de marzo de 2026), Denver, Houston–Hobby, Las Vegas, Los Ángeles (inicia el 22 de noviembre de 2025), Nashville, Orlando, Phoenix–Sky Harbor, San Antonio (finaliza el 5 de enero de 2026), San Luis (finaliza el 4 de marzo de 2026), Washington–National |
| United Airlines    | Estacional: Denver (inicia el 2 de septiembre de 2025), Houston–Intercontinental |
| United Express     | Chicago–O'Hare, Denver, Houston–Intercontinental |

### Carga
| Aerolíneas    | Destinos                                                                            |
| ------------- | ----------------------------------------------------------------------------------- |
| FedEx Express | Billings, Boise, El Paso, Fort Worth/Alliance, Los Ángeles, Memphis, Oakland, Tulsa |
| Martinaire    | Tulsa                                                                               |
| UPS Airlines  | Louisville, Sioux Falls, Tulsa                                                      |

### Destinos internacionales
Se ofrece servicio a 1 destino internacional (estacional), a cargo de 1 aerolínea.
| Ciudades por países                                | Nombre del aeropuerto              | Aerolíneas                                                        |              |              |              |
| Norteamérica                                       | Norteamérica                       | Norteamérica                                                      | Norteamérica | Norteamérica | Norteamérica |
| -------------------------------------------------- | ---------------------------------- | ----------------------------------------------------------------- | ------------ | ------------ | ------------ |
| México (1 destino [estacional], 1 aerolínea)       |                                    |                                                                   |              |              |              |
| Cancún                                             | Aeropuerto Internacional de Cancún | American Airlines (Estacional) (inicia el 8 de noviembre de 2025) |              |              |              |
| Total: 1 destino (estacional), 1 país, 1 aerolínea |                                    |                                                                   |              |              |              |

## Estadísticas

### Rutas más transitadas
| Número | Ciudad                        | Pasajeros | Aerolínea                                                              |
| ------ | ----------------------------- | --------- | ---------------------------------------------------------------------- |
| 1      | Dallas, Texas                 | 325,000   | American Airlines, American Eagle                                      |
| 2      | Denver, Colorado              | 286,000   | Frontier Airlines, Southwest Airlines, United Airlines, United Express |
| 3      | Atlanta, Georgia              | 226,000   | Delta Air Lines                                                        |
| 4      | Houston, Texas (HOU)          | 148,000   | Southwest Airlines                                                     |
| 5      | Phoenix, Arizona              | 146,000   | American Eagle, Southwest Airlines                                     |
| 6      | Houston, Texas (IAH)          | 145,000   | United Airlines, United Express                                        |
| 7      | Las Vegas, Nevada             | 140,000   | Allegiant Air, Southwest Airlines                                      |
| 8      | Chicago, Illinois             | 124,000   | American Eagle, United Express                                         |
| 9      | Charlotte, Carolina del Norte | 99,000    | American Eagle                                                         |
| 10     | San Luis, Misuri              | 83,000    | Southwest Airlines                                                     |

### Tráfico anual
| Año  | Pasajeros |  | Año  | Pasajeros |  | Año  | Pasajeros |
| ---- | --------- |  | ---- | --------- |  | ---- | --------- |
| 1999 | 3,470,824 |  | 2009 | 3,384,671 |  | 2019 | 4,419,119 |
| 2000 | 3,481,789 |  | 2010 | 3,466,127 |  | 2020 | 1,952,157 |
| 2001 | 3,321,695 |  | 2011 | 3,561,605 |  | 2021 | 3,336,919 |
| 2002 | 3,193,753 |  | 2012 | 3,683,051 |  | 2022 | 3,950,806 |
| 2003 | 3,260,114 |  | 2013 | 3,657,467 |  | 2023 | 4,400,049 |
| 2004 | 3,379,883 |  | 2014 | 3,834,009 |  | 2024 | 4,602,737 |
| 2005 | 3,575,664 |  | 2015 | 3,721,525 |  | 2025 |           |
| 2006 | 3,612,889 |  | 2016 | 3,715,374 |  | 2026 |           |
| 2007 | 3,737,135 |  | 2017 | 3,925,358 |  | 2027 |           |
| 2008 | 3,715,593 |  | 2018 | 4,341,159 |  | 2028 |           |

## Aeropuertos cercanos
Los aeropuertos más cercanos son:
- Aeropuerto de Stillwater (97km)
- Aeropuerto de Ada (107km)
- Aeropuerto Regional Lawton-Fort Sill (117km)
- Aeropuerto Municipal de Wichita Falls (176km)
- Aeropuerto Internacional de Tulsa (178km)